# Yánnis Spanoudákis
Ioánnis « Yánnis » Spanoudákis (grec moderne : Ιωάννης «Γιάννης» Σπανουδάκης), né en 1930, à La Canée, en Grèce et décédé le 10 juin 2010, est un ancien joueur et entraîneur de basket-ball grec. Il est le frère d'Alékos Spanoudákis.

## Palmarès
- 3e des Jeux méditerranéens 1955